# Bataille de Groenkop
Seconde guerre des Boers
Batailles
Raid Jameson (décembre 1895 - janvier 1896)
- Doornkop

Front ouest (octobre 1899 - juin 1900)
- Kraaipan
- Belmont
- Graspan
- Modder River
- Stormberg
- Magersfontein
- Kimberley
- Paardeberg
- Poplar Grove
- Driefontein
- Sand River
- Mafeking
- Doornkop
- Biddulphsberg
- Lindley
- Diamond Hill

Front est (octobre 1899 - août 1900)
- Talana Hill
- Elandslaagte
- Rietfontein
- Bataille de Ladysmith
- Colenso
- Spion Kop
- Vaal Krantz
- Siège de Ladysmith
- Libération de Ladysmith
- Bergendal

Raids et guérillas (mars 1900 - mai 1902)
- Sanna's Post
- Mostertshoek
- Jammerbergdrift
- Roodewal
- Bothaville
- Leliefontein
- Nooitgedacht
- Vlakfontein
- Groenkloof
- Elands River
- Bloedrivier Poort
- Bakenlaagte
- Groenkop
- Tweebosch
- Rooiwal

La bataille de Groenkop (ou parfois bataille de Tweefontein) s'est tenue le 25 décembre 1901. Le kommando boer de Christiaan de Wet parvint à surprendre et anéantir une troupe de British yeomanry commandée par le Major Williams.

## Rétroactes
Vers la fin 1901, la guérilla de De Wet's se cantonna dans les environs de Lindley, Bethlehem et Reitz au nord-est de l'État libre d'Orange. Le 28 novembre, De Wet convoqua un krijgsraad (Conseil de guerre) des commandants boers des forces actives dans la région de Reitz. Ils étaient déterminés à infliger un revers aux forces britanniques des environs, présentes au nombre d'environ 20 000 hommes.
Conformément à la stratégie de Lord Kitchener, les Britanniques avaient construit une toile de fils barbelés ponctués de blockhaus à travers le veld. Ce maillage était destiné à restreindre les mouvements des colonnes boers, afin que celles-ci puissent être prises par les colonnes britanniques. Une de ces lignes de blockhaus s'étendait de Harrismith jusqu'à la ferme de Tweefontein, à 40 kilomètres à l'est de Bethlehem. Pour protéger cette ligne, le Général Major Sir Henry Macleod Leslie Rundle déploya quatre forces relativement dispersées. Rundle, ses 330 hommes et un canon gardaient la route. La fin de la ligne de blockhaus était gardée par 150 hommes d'infanterie. Un régiment de 400 hommes de l' Imperial Light Horse se trouvait à 20 kilomètres vers l'est. Le Major Williams avec 400 hommes du 11e bataillon, de l' Imperial Yeomanry, un canon de 15 livres et un canon "pom-pom" tenaient la petite colline de 70 mètres de haut de Groenkop.

## La bataille
De Wet reconnut attentivement la position de Groenkop pendant trois jours. Il observa que les Britanniques postaient systématiquement leurs sentinelles sur la partie ouest de la colline plutôt qu'au pied où elles auraient pu donner l'alarme en temps utile en cas d'attaque. De Wet choisit dès lors de lancer son attaque via le flanc ouest en utilisant une ravine.
À 2 heures du matin le jour de Noël, les hommes de De Wet escaladèrent la pente raide. La surprise fut totale pour les Britanniques. Ils ne furent alertés que par une sentinelle alors que les Boers étaient à mi-pente. Les Boers, criant « Allons y, allons y ! » (« Storm, storm ! ») parvinrent jusqu'au sommet et emportèrent la crête. Ils déboulèrent sur les tentes du camp britannique en contrebas, infligeant un "massacre." De féroces combats se tinrent pendant 40 minutes avant que les Britanniques ne se rendent.

## Après la bataille
Le jour suivant, un prisonnier remarqua que les Boers étaient tellement en manque de vêtements que certains portaient des vêtements pour partie féminins. Les prisonniers furent quasiment mis à nu avant d'être renvoyés vers leurs lignes. Kitchener écrivit  "Il est navrant et déprimant que les Boers soient toujours en mesure de réussir de tels coups, mais je crains que... nous restions toujours à la merci de telles attaques d'hommes désespérés au cours de la nuit."
Le 5 février, les lignes de blockhaus étaient terminées, et Kitchener envoya 9 000 hommes pour "nettoyer" les secteurs. Au cours de cette première opération, 285 Boers furent capturés mais De Wet et le Président Marthinus Steyn et ses hommes parvinrent à échapper au piège. La seconde opération dura du 16 au 28 février. De nouveau, De Wet parvint à s'échapper mais en laissant la plupart de ses troupes. Le 27 février, la colonne du Colonel Henry Rawlinson encercla et captura un kommando boer de 650 hommes à Lang Reit, à quelques kilomètres de Tweefontein. Le total des prises britanniques se monta pour cette opération à 778 Boers. La troisième opération fut menée du 4 au 11 mars, mais ne permit que de ramener une centaine de prisonniers. Pire, De Wet parvint à rejoindre Koos de la Rey au Transvaal occidental.